# غداء المزارعين
غداء المزارعين (Almuerzo de campesinos) هي واحدة من أقدم اللوحات من قبل الإسباني الفنان دييغو فيلاسكيز. رسمت في زيت على قماش في 1618 ، فهو يجمع بين لا تزال الحياة من الطعام والشراب مع تصوير ثلاثة المصورة المزارعين الذين الفراسة الفنان دراسات عن كثب. تكوين يظهر رجل أصغر سنا مشيرا بيده اليمنى إلى تعزيز قصة قادمة من له نصف مفتوحة الشفتين و رجل كبير السن الإنصات حين عقد له كأس تصل إلى امرأة حتى أنها يمكن أن الملء مع النبيذ. لا تزال الحياة تشمل الأسماك, الخبز, الجزر, الليمون, و وعاء من النحاس.
The Farmers' Lunch is nearly identical to another painting by Velázquez, The Lunch (ca. 1617).
1. ↑   https://www.mfab.hu/artworks/tavern-scene-with-two-men-and-a-girl/. اطلع عليه بتاريخ 2021-02-09. {{استشهاد ويب}}: |url= بحاجة لعنوان (مساعدة) والوسيط |title= غير موجود أو فارغ (من ويكي بيانات) (مساعدة)
2. 1 2 3   http://www.szepmuveszeti.hu/adatlap_eng/tavern_scene_with_two_men_9201. اطلع عليه بتاريخ 2018-03-25. {{استشهاد ويب}}: |url= بحاجة لعنوان (مساعدة) والوسيط |title= غير موجود أو فارغ (من ويكي بيانات) (مساعدة)
3. 1 2   http://www.szepmuveszeti.hu/adatlap_eng/tavern_scene_with_two_men_9201. اطلع عليه بتاريخ 2018-03-26. {{استشهاد ويب}}: |url= بحاجة لعنوان (مساعدة) والوسيط |title= غير موجود أو فارغ (من ويكي بيانات) (مساعدة)